# Bukowina (Glichów)
Bukowina – część wsi Glichów w Polsce, położona w województwie małopolskim, w powiecie myślenickim, w gminie Wiśniowa.
W latach 1975–1998 Bukowina administracyjnie należała do województwa krakowskiego.